# کلارک ۴۹۲۳
سیارک ۴۹۲۳ (به انگلیسی: 4923 Clarke، نامگذاری:1981EO27) چهار هزار و نهصد و بیست و سومین سیارک کشف شده‌است که در ۲ مارس ۱۹۸۱ کشف شد.
قدر مطلق سیارک برابر ۱۴٫۲۰ است.